# Маріупольський повіт

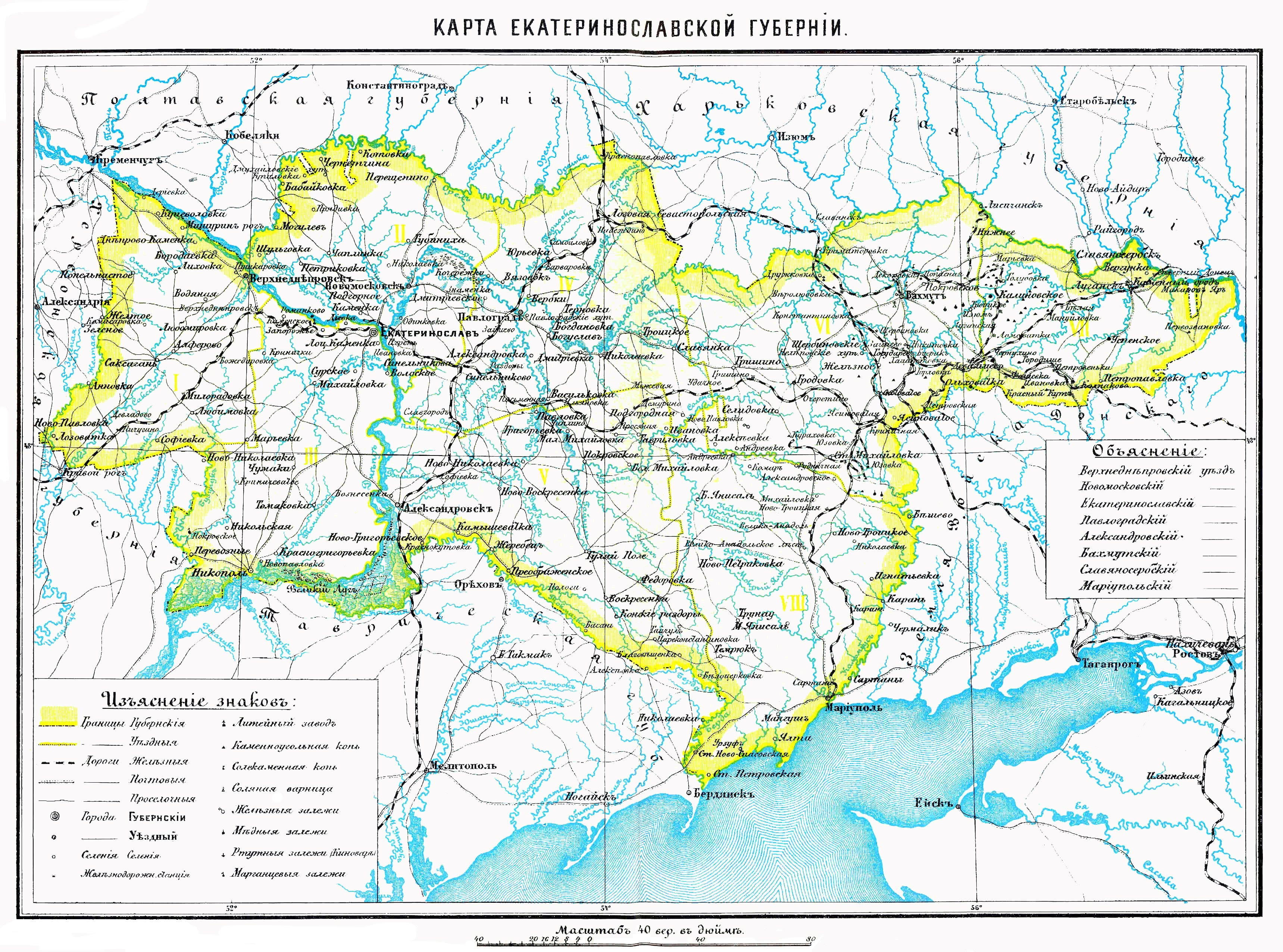

Маріупольський повіт Катеринославської губернії займав південно-східну частину губернії. Південною межею повіту було Азовське море.
Центр повіту — місто Маріуполь.

## Історія
- 24 березня 1780 року Кальміуський повіт перейменований на Маріупольський повіт Азовської губернії;
- 1784—1796 роках у складі Катеринославського намісництва;
- 1796—1802 роках у складі Новоросійської губернії;
- 1802 року Маріупольський повіт увійшов до новоствореної Катеринославської губернії;
- 1807 існує Грецький округ Таганрозького градоначальства Катеринославської губернії, який згодом перейшов до складу Олександрівського повіту;
- Утворений 1874 року поділом Олександрівського повіту у складі Катеринославської губернії;
- У березні-квітні 1918 року увійшов до складу Озівської землі УНР;
- 1920 року переданий до складу новоствореної Донецької губернії, де у січні-грудні 1920 був ліквідований з переходом до поділу на райони (був створений Маріупольський район), після чого поновлений;
- 7 березня 1923 ліквідований і на його території створено Маріупольську округу за переходом до устрою губернія-округа-район

## Німецькі поселення
На початку 19-го століття — за часів російської колонізаційної політики, Катериною II була зроблена спроба в здійсненні ідеї по створенню етнічно закритих поселень на території Російської імперії. Цей захід припускала й сприяла розвитку неосвоєних земельних ділянок та природних багатств колоністами, що переселилися з західноєвропейських територій. Особливої уваги і розгляду заслуговують одні з найбільших німецьких поселень переселенці — Хортиця (нім. Chortitza) і Молочна (нім. Molotschna) з Маріупольських колоній.
У 1818—1819 роках до Російської імперії іммігрувало найбільше число найзнедоленіших німецьких сімей з Західної Пруссії. Спочатку вони були розміщені на південь від поселень менонітів з Молочної колонії — близько 30 миль від нім. Altona, але депутатами іммігрантів дані території були відхилені для проживання та розвитку поселень під приводом «несприятливих ґрунтових умов» для розвитку господарської діяльності. Тоді, рішенням царського уряду Російської імперії, їм були запропоновані землі Маріуполя — в районі повітового міста Олександрівськ (нинішнє Запоріжжя 1806-1921 років), Катеринославського повіту. Саме у 1823—1824 роках за «прусським планом» було створено 11 лютеранських і 6 католицьких сіл. За винятком імен з німецьких селищ нім. Kirschwald, нім. Kronsdorf і нім. Kaisersdorf, решта — переселенці з Західної Пруссії. Наступні групи іммігрантів прибули у 1825 році, 1828 році та 1842 році роках, в основному з Бадена і Гессен-Дармштадта. Як і на початку 30-х років 19 століття, недолік земель в деяких старих німецьких колоніях було врегульовано. Уряду Росії був запропонований план розвитку «єврейської степу» у Маріуполі, який розробили самі єврейські громади, і для розвитку дочірніх колоній Маріуполя були зарезервовані землі в Чернігів повіті. У період 1831-1832 ів були утворені поселення німецьких фермерів в районі Хортицяі 5, так званих — Беловезер (нім. Beloweser) поселень в районі сіл Беломезер (нім. Belomeser), а також 4 села — у 1833—1839 роках, які утворили меноніти.

## Склад повіту
- місто Маріуполь з передмістями Біржа, Каменоломні, Карасівськ, Сади, Слобода, Хутір, Запланним місцем, Клиновою балкою, портом Маріуполь, слободою Новоселівка та гірничо-металургійним заводом.

- Анадольська
- Андріївська
- Бешівська
- Благодатівська
- Богатирська
- Велико-Каракубська
- Велико-Янісольська
- Времівська
- Гнатівська
- Грунауська
- Єлисаветівська
- Іванівська
- Каранська
- Комарська
- Крестовська
- Ласпинська
- Майорська
- Мало-Янісольська
- Мангуська
- Мар'їнська
- Миколаївська
- Михайлівська
- Ново-Каракубська
- Новоспасівська
- Новопетриківська
- Новотроїцька
- Павлівська
- Петрівська
- Петропавлівська (Бергтальська)
- Платонівська
- Покровська
- Романівська (Людвигстальська)
- Сартанська
- Старо-Керменчицька
- Стильська
- Стрітенська
- Темрюцька
- Ялтинська